# Pinel Point
Der Pinel Point ist eine Landspitze an der Ostküste der Brabant-Insel im Palmer-Archipel westlich der Antarktischen Halbinsel. Sie liegt 8 km nordöstlich des Kap d’Ursel und markiert südwestlich die Einfahrt zur Pampa-Passage.
Teilnehmer der Belgica-Expedition (1897–1899) unter der Leitung des belgischen Polarforschers Adrien de Gerlache de Gomery nahmen eine erste grobe Kartierung vor. Luftaufnahmen der Hunting Aerosurveys Ltd. aus den Jahren von 1956 bis 1957 dienten 1959 der Kartierung. Das UK Antarctic Place-Names Committee benannte sie 1960 nach dem französischen Psychiater Philippe Pinel (1745–1826), auf den die Grundzüge des Behandlungskonzepts No restraint zurückgehen.